# Městské opevnění (Frýdlant)
Městské opevnění, které obklopuje historické jádro města Frýdlantu v okrese Liberec ve stejnojmenném kraji, je zapsané v Ústředním seznamu nemovitých kulturních památek České republiky a je součástí městské památkové zóny Frýdlant v Čechách, vyhlášené 10. září 1992.

## Historie
Oblast Frýdlantska kolem řeky Smědé byla postupně osidlována od 6. století. Přesná doba vzniku hrazeného města pod frýdlantským hradem, založeným v polovině 13. století Ronovci a střežícím zdejší významnou kupeckou stezku, není známa. 

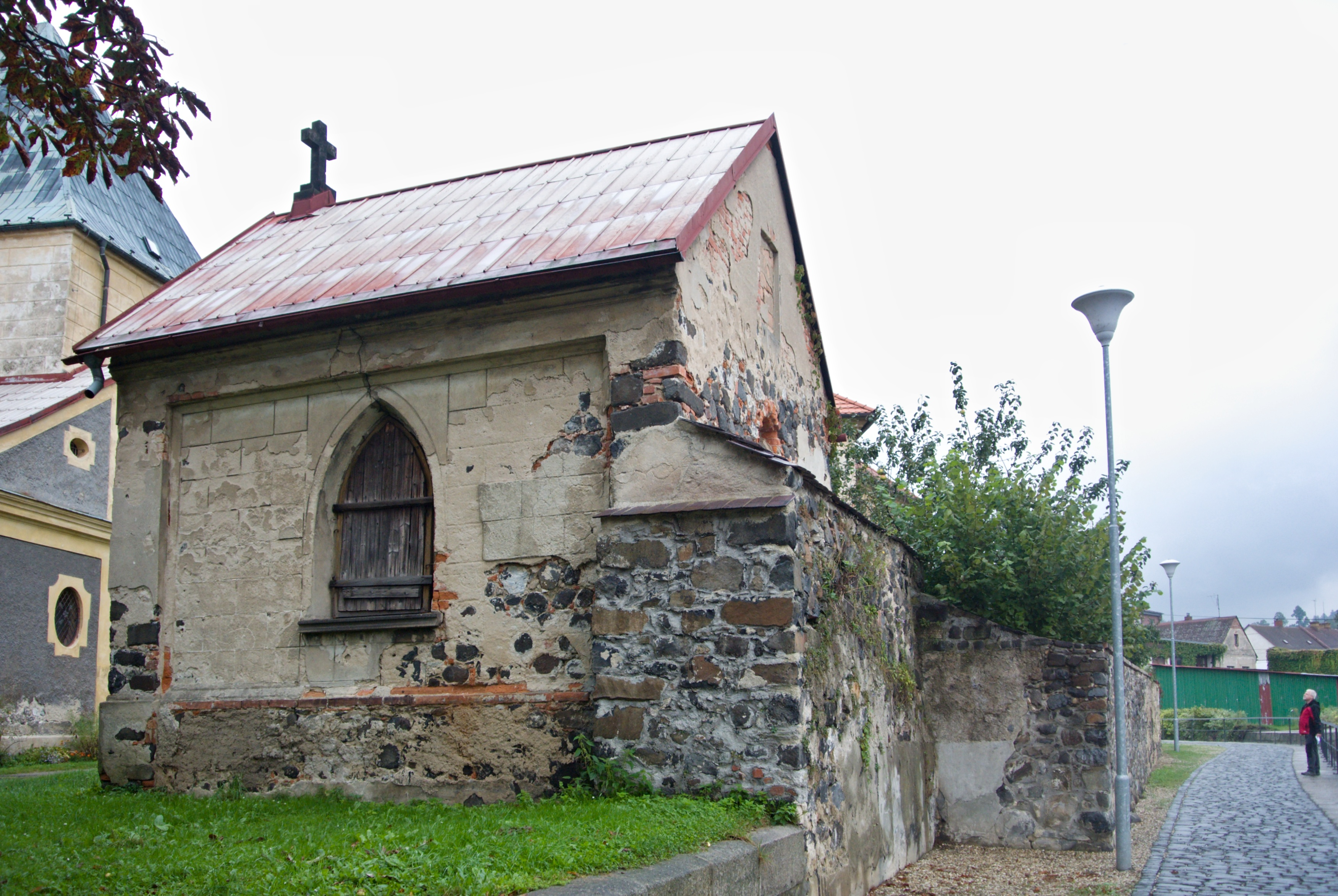
Hradební zdi u kaple Krista v žaláři, součásti křížové cesty u kostela Nalezení sv. Kříže na břehu Smědé

Původně byla místní osada chráněna pouze zemními valy a palisádami. Zděné opevnění nahradilo tuto kruhovou obrannou linii až ve 14. století, kdy Biberštejnové, jejichž předek Rudolf z Biberštejna koupil v roce 1278 od krále Přemysla Otakara II. frýdlantské panství s hradem, povýšili zdejší osadu na město a zasloužili se o jeho další rozvoj. První písemná zmínka o frýdlantských městských hradbách se objevuje až v urbáři z roku 1381, avšak podle stavební podoby někdejších věží se usuzuje na dobu výstavby opevnění kolem poloviny 14. století.
Až do třicetileté války převažovala ve městě dřevěná nebo částečně hrázděná zástavba, z kamene byly pouze městské hradby, kostel a radnice. Ve válečných časech po jednom švédském nájezdu část města mezi jeho centrem a hradem lehla popelem, značné škody město utrpělo i v průběhu sedmileté války a pak také v roce 1813 při průjezdu Napoleonova vojska. Ještě mnohem větší nebezpečí pro historickou zástavbu však představovaly ničivé požáry a v neposlední řadě i povodně. Například během zhoubného požáru v roce 1634 bylo uvnitř města zničeno 246 domů včetně radnice a důležitých listin, které byly na radnici uloženy.

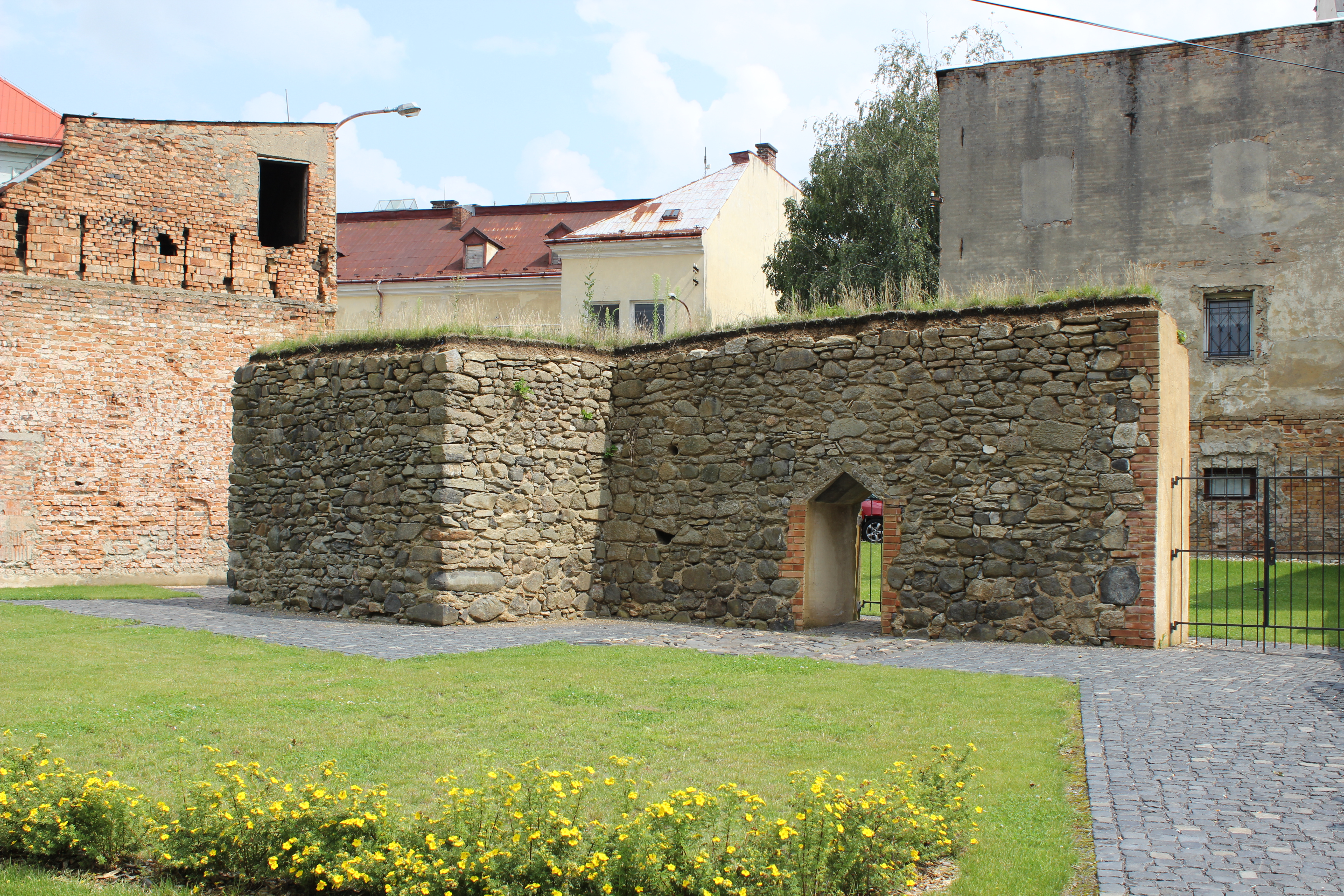
Pozůstatky zdi s baštou

Městské opevnění bylo rekonstruováno na přelomu 16. a 17. století a poté bylo udržováno v dobrém stavu až do 2. poloviny 18. století. Dosud zachovalé hradby z té doby jsou vyobrazeny například na Globicově mapě Frýdlantska z roku 1660. Po roce 1774 byla však část hradeb rozprodána a místy pobořena, příkopy kolem hradeb byly zasypány, jak dokazují i vyobrazení města Frýdlantu z pozdějších let. K téměř úplné likvidaci městského opevnění pak došlo postupně v průběhu 19. století.

## Popis
Pozůstatky městského opevnění se místy zachovaly jako volně stojící zdivo, některé jeho relikty pak byly včleněny do novější zástavby. Průběh hradeb, obklopujících městské jádro, je prakticky totožný s nynější Okružní ulicí, jen kostel Nalezení svatého Kříže, stojící na pravém břehu Smědé, byl chráněn hradbami jak od jihu, tak i opevněním na severní straně.Městské opevnění bylo vyzděno z čedičových kamenů polygonálních tvarů, typických pro tuto vulkanickou horninu. Zdivo bylo omítnuto.Hradby byly opatřeny věžemi, parkány a baštami, původní počet věží však již není možné určit.
V hradbách byly tři brány. Dolní brána (křižovatka ulic Okružní a Československé armády) byla zbořena v první polovině 19. století jako první a věž, která ji chránila, zanikla v roce 1888. Horní brána i s věží (na křižovatce ulice Okružní a Míru) přestala existovat v roce 1837. Třetí, tzv. Nová brána, byla obnovena v roce 1792 v nynější Mezibranské ulici v empírovém slohu, avšak později zanikla i ona. Pozůstatky této poslední brány byly definitivně odstraněny až v roce 1947.